# Vasilīs Mantzīs
Vasilīs Mantzīs (in greco Βασίλης Μάντζης?; Grammatiko, 4 dicembre 1991) è un calciatore greco, attaccante del PAS Giannina.

## Carriera
Cresciuto calcisticamente nell'AO Ramnous Grammatikou, ha iniziato la sua carriera nelle serie inferiori del campionato greco fino al 2017, quando è stato acquistato dal Volo, con cui ha ottenuto tre promozioni di fila, dalla terza divisione alla massima serie greca. Nel 2020 si trasferisce ai ciprioti dell'Olympiakos Nicosia, dove rimane per una stagione e mezza, per poi fare ritorno in patria nel gennaio 2022, quando ha firmato con l'Ionikos.

## Statistiche

### Presenze e reti nei club
Statistiche aggiornate al 19 marzo 2022.
| Stagione        | Squadra            | Campionato      | Campionato | Campionato | Coppe nazionali | Coppe nazionali | Coppe nazionali | Coppe continentali | Coppe continentali | Coppe continentali | Altre coppe | Altre coppe | Altre coppe | Totale | Totale |
| Stagione        | Squadra            | Comp            | Pres       | Reti       | Comp            | Pres            | Reti            | Comp               | Pres               | Reti               | Comp        | Pres        | Reti        | Pres   | Reti   |
| --------------- | ------------------ | --------------- | ---------- | ---------- | --------------- | --------------- | --------------- | ------------------ | ------------------ | ------------------ | ----------- | ----------- | ----------- | ------ | ------ |
| 2015-2016       | Kissamikos         | FL              | 31         | 6          | CG              | 3               | 1               |                    | -                  | -                  |             | -           | -           | 34     | 7      |
| 2016-2017       | Kissamikos         | FL              | 32         | 3          | CG              | 5               | 1               |                    | -                  | -                  |             | -           | -           | 37     | 4      |
| 2017-2018       | Volo               | GE              | ?          | ?          |                 | -               | -               |                    | -                  | -                  |             | -           | -           | ?      | ?      |
| 2018-2019       | Volo               | FL              | 27         | 14         | CG              | 3               | 3               |                    | -                  | -                  |             | -           | -           | 30     | 17     |
| 2019-2020       | Volo               | SL              | 22         | 2          | CG              | 3               | 1               |                    | -                  | -                  |             | -           | -           | 25     | 3      |
| 2020-2021       | Olympiakos Nicosia | A               | 30         | 11         | CC              | 5               | 1               |                    | -                  | -                  |             | -           | -           | 35     | 12     |
| 2021-gen. 2022  | Olympiakos Nicosia | A               | 13         | 1          | CC              | 0               | 0               |                    | -                  | -                  |             | -           | -           | 13     | 1      |
| gen.-giu. 2022  | Ionikos            | SL              | 12         | 3          | CG              | -               | -               |                    | -                  | -                  |             | -           | -           | 12     | 3      |
| Totale carriera | Totale carriera    | Totale carriera | 167        | 40         |                 | 19              | 7               |                    | -                  | -                  |             | -           | -           | 186    | 47     |

## Palmarès

### Club

#### Competizioni nazionali
- Gamma Ethniki: 1

Volo: 2017-2018 (gruppo 4)
- Football League: 1

Volo: 2018-2019